# هالدرکا
هالدرکا (به لاتین: Haldreka) یک منطقهٔ مسکونی در استونی است که در دهستان اماسته واقع شده‌است.